# 比較発生学
比較発生学（ひかくはっせいがく）とは、様々な生物の発生の過程を比較検討することで、生物学的な知見を得ようとする発生生物学の分野である。19世紀に起こり、この世紀に大きな役割を持ち、特に進化論と系統学への関わりが深い。

## 概説
生物学において、異なった分類群間の比較は、きわめて基本的なものであるから、あらゆる場面で比較は行われる。発生学においても当然このような状況はある。しかし、特に比較発生学(comparative embryology)といえば、19世紀初頭から末までの発生学の流れを指すことが多い。発生学は、この時期に前成説・後成説の論争にいったんけりをつけ、細胞説の成立にも後押しされて詳細の観察と分析が可能となった。このことから意味のある比較が可能となり、それがこの発展を支えた。また、この前の世紀に比較解剖学が大きく発展し、それらを基盤に19世紀には進化論が成立し、それによって動物の系統分類学は大きく進展したことから、一面ではこれを受けて、それぞれの器官の発達過程に目を向けたために発展した分野でもある。
比較発生学はカール・フォン・ベールによって主張され、胚葉説やフォン・ベールの法則を生み出した。また比較解剖学と結びついて比較形態学とも呼ばれた。それらは進化論を支持する土台となり、さらにそれを土台にしてベールの法則を見直したのがヘッケルである。
19世紀末に生まれた実験発生学は比較発生学に対する批判として生まれ、これが発生学独自の課題を見いだす方向に進んだことで、比較発生学は発生生物学の主流の位置から離れた。しかし、現在もこの名は使われ、発生と系統関係を論じる際には重要な分野である。

## 前史
発生学に関する知識は、長い蓄積があるが、それほど体系立ったものになってはいなかった。前生説と後成説の議論が19世紀まで決着がつかなかったのは、一面では発生の基本的な意味が把握されていなかった、という点にある。つまり単細胞の状態から卵割を繰り返しながら構造が出来てゆく、という把握は細胞の意味がわからなければ成立しない。カスパー・ヴォルフは18世紀末に後成説を現代的な意味で明確に示したが、当時は受け入れられなかったのもある程度やむを得ない。当時は種子や蛹も卵と同等と考えられていたから、それらを比べてもまっとうな結論が出るわけがないのである。
そういうわけで、細胞説の成立によって初めて発生学はその課題を明らかに捉えたと言ってもよい面がある。それが確定すれば後成説は当然のように認められた。こうして様々な動物の発生を比較できる土台が出来た上で、比較解剖学の観点を発生学に持ち込んだのが比較発生学であった。

## その始まり
発生学においても比較解剖学と同様に比較的方法が重要であると説いたのは、カール・フォン・ベールである。彼は「発生学の父」とも言われ、19世紀前半における最大の発生学者と言ってよい。彼はその主著『動物発生学』においてこのことを強く主張し、それによって動物の発生に関する一般原則が導き出せるとした。
彼は主として脊椎動物の発生を対象に研究を行った。その重要な業績としては胚葉説とベールの法則がある。これについては以下に個別にまとめるが、このような流れの中で、発生の過程を比較する研究は広く行われるようになり、1860年代にはすでに当時知られていたほぼすべての動物門において発生の研究に手がつけられている。

### 胚葉説
胚葉説は、発生の初期に、まず大まかな細胞層に区分されるとするもので、まずクリスティアン・パンダー(Christian Heinrich Pander 1794-1865)がニワトリの胚発生の研究からこれを想定した。ベールはこれを発展させ、発生の初期に胚にいくつかの細胞層が生じ、そこから各器官が作られること、また、分類群が異なっていても、胚葉の区分のされ方およびそれぞれの胚葉からどんな器官が出来るかは一定であるとした。彼はこれを脊椎動物の各綱について認めたが、ただし彼は胚葉の区分を現在の外・中・内の三つではなく、四つに区分していた。その後ラトケ(Martin Heinrich Rathke 1793-1860)はこれを無脊椎動物の各群にまで広げた。その後に細胞説の確立を受け、ローベルト・レーマク(Robert Remak 1815-1865)はこれらを組織学的に見直して、改めて三胚葉の区分を行った。

## ベールの法則
上記のように発生過程の研究からは器官の相同性に関わる重要な示唆が与えられた。成体に見られる器官がその群によって異なった形をしている場合も、発生の初期には似通った形であることは、相同性を認める重要な裏付けとなった。しかし、発生の早い段階には成体には存在しない器官が姿を見せることもある。すでにウォルフはほ乳類において前腎を発見していた。さらにラトケは1825年に鳥類とほ乳類において鰓裂と鰓弓を発見した。このように、より下等な動物の構造がより高等な動物の発生初期に見られる、という例が集まってきた。
このことに気がついた人は多く、このラトケの発見以前にメッケル(Johann Friedrich Meckel 1761-1833)が「人間の発生段階はその始まりから完成に達するまで、諸動物の系列の各形態に相当する」と述べている。彼の説をより広く適合するように、修正、総合してまとめたのがベールの法則である。これは以下のように述べられている。
1. 動物のより一般的な特徴は、より特殊化した特徴よりも発生の初期に現れる。
2. 高等動物の発生のある時期の形は、より下等な動物の成体ではなく、その胚のある時期の形に似ている。

## 進化論との関わり
チャールズ・ダーウィンの進化論は、生物学全体を大きく変えた。『種の起源』は、種の変化する可能性を様々な観点から論じているが、そこには発生学からの証拠も利用されていた。同時にこの説はこの分野に大きな影響を与えた。上記のような現象の理由が、進化論によってはっきり説明されると考えられたからである。
たとえばミュラー(Fitz Mueller 1821-187)はダーウィンの書が出版されるとすぐにその支持者になった。彼の観察がそれによってきれいに説明できると考えたからである。彼によると、甲殻類の発生ではノープリウス・ゾエア・ミシスなどの幼生の段階があるが、多くのものでその出発点はノープリウスであること、カイアシ類ではほぼそのままの構造で、アミ類の場合はミシス期の形で成体になる。このようなことが進化の系列として捉えれば説明しやすいと考えたのである。同時にそこから甲殻類の祖先はノープリウスのようなものだったろうと推察している。彼はこの論文に「ダーウィン賛同」という名を付けた(1864)。ちなみにダーウィンは『種の起源』の後の版でこの論文を引用している。ミュラーはその中で、おおよそ以下のように述べた。
- 個体の発生過程は、その個体の属する種の進化してきた経歴を示す。
- 子孫は先祖の発生の過程をたどり、そのまま先祖の親を超えて進むこともあり、その場合には発生全部が子孫の中で繰り返される。
- 子孫が先祖の発生をたどりながら、途中で脇道にそれることもあり、その場合には分岐するところまでの発生が一致する。

これはベールの法則の進化論に立った見直しでもあり、ほとんどヘッケルの反復説(1866)と同じであり、後者は極端に言えば個体発生など特殊な用語で置き換えただけ、とも言えるものである。
エルンスト・ヘッケルもやはり進化論の影響を強く受け、比較発生学を推し進めた一人である。彼の反復説は比較発生学を進化的に説明したことで有名であるが、上記のようにその内容は先行研究者によるものの焼き直しに近い感がある。具体的内容においてはむしろベールの法則の方が正確といわれることもある。しかしその魅力的な表現とはっきりした方向性のために多くの目を引いたことは事実である。その後の研究から、この説には多くの批判が集まることとなったが、これはむしろこの説の影響力を示すといってもよい。しかしヘッケルの業績は、反復説と胚葉説をも結びつけ、これを動物全体の系統論としたことにある。彼はごく初期の発生にまで反復説を当てはめ、胞胚や原腸胚の形を多細胞動物の初期の形と見なした。これをガスツレア説といい、長く多細胞動物の系統論の定説であった。ガスツレア説に関しても多くの批判や疑問が集まったが、それらはむしろこの説を補強修正する動きとなり、多くの研究がその後約50年にわたって続く。

## 新たな動き
このように比較発生学は興隆を極め、進化論と結びついて大きな流れを作った。しかしこれに批判的な動きも出始めていた。それはこのような研究が、進化や系統を明らかにする役に立ってはいるものの、発生そのものの仕組みはいっこうにわからないままではないか、と言うものである。当時、物理学や化学の進歩を受けた形で生理学が進歩し始めていたが、それは当然のように成体だけを対象としていた。しかしそのような研究対象は発生にもあるはずである。それを明らかにするのではなく、発生学が系統学の下請けになっている状況を問題視する動きでもある。
発生の仕組みをその機構の側から明らかにしよう、と言う動きも実際にあって、特にヴィルヘルム・ヒス(Wilhelm His 1831-1904)は発生の過程を生理学的に扱おうとした。彼はその著書(1874)で発生の過程で胚葉から様々な器官が生じる過程について、このような変形を胚葉の折りたたみで生ずるものと説き、おそらくそれは胚葉の各部分の成長速度の差によるとした。そして、折りたたみによって器官が生じるのであれば、その変形を逆にたどれば、平面上に将来それぞれの器官になるべき部分が配列した地図のようになるはずと考えた。これは後にヴァルター・フォークト(Walter Vogt 1888-1941)によって予定胚域図の形で実現される。ヒスの説は抽象的な説明にすぎないが、この方向を追求すれば、発生の機構を胚の生理的性質によって説明することを求めることになる。このような方向性に賛同する学者は他にもおり、たとえばバルフォアはその著書『比較発生学概要』(1880-1881)の序論で発生学には比較発生学と生理学的発生学がある旨を記している。
ところが、当時の主流であったヘッケルはこのような見方に価値を認めず、ヒスの説も「つれづれの説」と皮肉ったという。彼自身は比較発生学は進化論という高邁な問題を扱っているのであって、個々の胚の内部の動きや仕組みなどは目先のつまらない問題であると思われたらしい。これに対してヒスは、ヘッケルの系統樹について、想像に頼るところが多く、科学としては根拠薄弱であると批判したと言われる。このころに動き始めた実験発生学の流れは、このような状況を背景にしていた。実験発生学は実験によって発生の機構を明らかにする方向でめざましい成果を上げ、発生学の主流になった。比較発生学は、少なくとも発生学の主流からははずれ、その名を聞くことは少なくなる。

## 現代の状況
比較発生学は発生学の主流からは離れた格好であるが、進化系統論がなかなか決着のつきにくい分野であり、また個々の記載はそもそもの基本である。その後も多くの努力がその方向に向けられ、それが絶えたことはなかった。
他方で、比較しているものが本当に比較可能なものであるか、というのはやっかいな問題である。動物の各群の体制を比較する場合、相同関係を調べることは重要だが、比較解剖学においては仮定された相同性が妥当であるかの判断には根拠が乏しかった。比較発生学はそれらに対して発生の経過によってその根拠を与えたが、改めて考えると、それが与えた根拠とは何か、はやはり不明確であり、それが系統関係に由来するとの判断は全くの推察にすぎない。しかし、20世紀後半の遺伝学の発達により、ホメオティック遺伝子といった直接に形態に関わる遺伝子が発見されたことは重要である。これによって、比較発生学は新たな武器を手に入れたことになる。系統論については分子系統がより直接的に系統関係に関する情報を与えてくれるが、それは単なる分岐図を与えてくれるにすぎない面があり、特に各個の器官の相同性などに関しては比較発生学は現在も大きな役割を持っている。